# Glenn Close
Glenn Close, pseudonimo di Glenda Veronica Close (Greenwich, 19 marzo 1947), è un'attrice statunitense.
Considerata una delle migliori attrici della sua generazione, nel corso della sua carriera si è aggiudicata un cospicuo numero di riconoscimenti vincendo tra gli altri tre Golden Globe, tre Emmy Awards, due Screen Actors Guild Award e un Critics Choice Award. Detiene il record di attrice con più candidature (otto) ai Premi Oscar senza mai averne vinto uno ed è, insieme a Geraldine Page, Judi Dench e Cate Blanchett, la quarta attrice più candidata a questo premio. Ha ottenuto successo anche in diversi festival internazionali come il Festival del Cinema di Tokyo e il Festival di Locarno, dove ha vinto in entrambe le occasioni il premio alla migliore attrice, il Festival di San Sebastián dove le è stato conferito il Premio alla Carriera e lo Zurigo Film Festival che le ha conferito il Golden Icon Award.
Glenn Close è inoltre una delle più apprezzate attrici teatrali statunitense avendo vinto, tra gli altri, tre Tony Awards, un Drama Desk Award, un Outer Critics Circle Award ed un Obie Award. Ha inoltre ottenuto successo anche sui palcoscenici londinesi, dove nel 2017 ha vinto un Evening Standard Theatre Award e ricevuto la sua prima candidatura come migliore attrice in un musical ai Laurence Olivier Awards, ed è stata infine onorata con un premio alla carriera ai Theatre World Awards e nel 2016 il suo nome è stato inserito nella prestigiosa American Theatre Hall of Fame. L'attrice ha ricevuto anche tre candidature ai Grammy Awards. Nel 2009, al numero 7000 dell'Hollywood Boulevard, riceve una stella sulla celebre Hollywood Walk of Fame per il suo contributo all'industria cinematografica statunitense.

## Biografia

### Le origini e gli inizi
Nasce da famiglia aristocratica, figlia di Elizabeth Mary Hester "Bettine" Moore e William Taliaferro Close, a Greenwich, nel Connecticut, una cittadina fondata dai suoi antenati, i Taliaferro della Virginia, una delle prime famiglie che si sono stabilite nello Stato nel XVII secolo. Si trasferisce poi nel Congo belga al seguito del padre chirurgo che ha prestato servizio personale al presidente Mobutu Sese Seko. Frequenta contemporaneamente un collegio svizzero, viaggiando continuamente tra Africa ed Europa.
Tra i 7 e i 22 anni entra a far parte di quella che lei stessa definisce una setta di estrema destra, il "Riarmo Morale" (Moral Re-Armament). Il movimento, come sostiene l'attrice, l'avrebbe aiutata a sviluppare il talento per la recitazione.. Conseguita la laurea in antropologia e teatro nel 1974 in Virginia, si trasferisce a New York dove partecipa a diverse rappresentazioni teatrali a Broadway. Secondo quanto riportato dalla stessa Close, il desiderio di fare l'attrice si rafforza vedendo un'intervista a Katharine Hepburn, che la convince a cimentarsi in questo mestiere; nel 1990 poi Glenn Close presenta proprio la Hepburn ai Kennedy Center Honors e riceve una lettera dove l'anziana attrice le dimostra gratitudine per l'omaggio reso; infine, per ricordare il legame tra le due attrici, nel 2017 Glenn Close è insignita di un premio alla memoria della Hepburn, lo Spirit of Katharine Hepburn Award.
Suo nonno paterno, Edward Bennett Close, aveva diretto l'American Hospital Association e aveva sposato Marjorie Merriweather Post. È cugina di secondo grado dell'attrice e modella statunitense Brooke Shields..

### Anni ottanta: il successo
Negli anni ottanta Glenn Close consolida la propria carriera teatrale. Prende parte a quattro produzioni teatrali di Broadway (tra cui un musical) che le portano una candidatura per Barnum nel 1980 e una vittoria per La cosa reale nel 1984 ai Tony Award. Recita inoltre in due produzioni Off-Broadway tra cui La singolare vita di Albert Nobbs nel 1982, per il quale vinse un Obie Award.
Il suo esordio cinematografico avviene nel 1982, quando il famoso regista George Roy Hill la vuole nel suo nuovo film, Il mondo secondo Garp, dopo averla notata in uno spettacolo teatrale, al suo fianco troviamo protagonista Robin Williams, ma è proprio la poco conosciuta Glenn Close a riscuotere il maggior successo: la parte affidatale, un'infermiera femminista, colpisce positivamente l'interesse di Hollywood, portandole immediatamente una candidatura agli Oscar nel 1983. Nel 1984 ottiene la seconda candidatura al Premio Oscar per il film corale Il grande freddo dove recita insieme a molti celebri attori come Jeff Goldblum, William Hurt e Kevin Kline; l'anno successivo riceve la terza candidatura consecutiva per il film Il migliore dove ha affiancato Robert Redford e Kim Basinger.
Nel 1987 arriva la consacrazione definitiva con il film Attrazione fatale di Adrian Lyne, al fianco del premio Oscar Michael Douglas dove la Close interpreta uno dei personaggi più iconici della sua carriera, la stalker Alex Forrest, che è stata inserita al 7º posto nella lista dei personaggi più cattivi della storia del cinema; il film divenne il maggior successo dell'anno incassando 320 milioni di dollari e diventando un cult del cinema thriller anni '80 e ai People's Choice Awards vinse come miglior film e migliore attrice. Ottenere quel ruolo per Glenn Close fu tutt'altro che facile poiché il regista non la voleva per la parte considerandola non abbastanza bella e sensuale e consigliandole di non presentarsi al provino, tuttavia la Close vi andò e la sua performance fu talmente impressionante che Adrian Lyne cambiò idea e le diede immediatamente la parte.
L'anno seguente Glenn Close interpreta di nuovo un personaggio femminile negativo in Le relazioni pericolose del 1988 diretto da Stephen Frears, al fianco di John Malkovich e Michelle Pfeiffer. Entrambi i film citati sono acclamati dalla critica e ricevono diverse candidature a vari premi cinematografici tra cui quelle all'Oscar alla miglior attrice per la Close. Per l'interpretazione della perfida Marchesa de Merteuil ricevette il plauso della critica internazionale e la sua performance è oggi ritenuta una delle migliori dell'epoca, in particolar modo la scena finale, col primo piano dell'attrice allo specchio, è stata definita "da antologia della storia del cinema".

### Anni novanta
Interpreta Sunny Von Bulow nel pluripremiato Il mistero Von Bulow al fianco di Jeremy Irons, che venne considerato uno dei migliori film dell'anno dal National Board of Review, e Karin Anderson nel film Tentazione di Venere che ottiene un raro 100% di consensi della critica sul sito Rotten Tomatoes. Sempre nel '90 interpreta il ruolo di Gertrude nell'Amleto di Franco Zeffirelli al fianco di Mel Gibson ed Helena Bonham Carter, il film vince il David di Donatello per il miglior film straniero e riceve due candidature al premio Oscar.
Nel 1991 appare in un cameo nel film campione di incassi Hook - Capitan Uncino (è il pirata che viene gettato nella "bubboliera" o "boo box" nella versione originale), diretto da Steven Spielberg, dove è nuovamente a fianco dell'amico Robin Williams. Nel 1993 è Férula Trueba ne La casa degli spiriti, film di Bille August tratto dall'omonimo romanzo di Isabel Allende accolto positivamente dal pubblico; il cast si compone di attori di alto livello: a fianco della Close ci sono Meryl Streep, Jeremy Irons, Winona Ryder, Vanessa Redgrave e Antonio Banderas. Nel 1992 ha preso parte ad un grande concerto alla Carnegie Hall dedicato al celebre compositore statunitense Stephen Sondheim, dove Close ed altri celebri volti del musical hanno cantato brani tratti dalle sue opere.

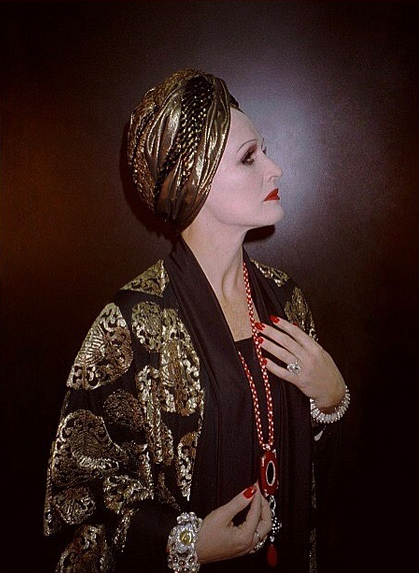
Glenn Close nel musical Sunset Boulevard nel 1995

Nel 1995 recita nel film TV Serving in Silence: The Margarethe Cammermeyer Story per cui vince un Emmy. Dal 1995 al 2019 presta la propria voce al personaggio di Mona Simpson nella fortunata sitcom animata I Simpson. Nel 1996 è nel film di Tim Burton Mars Attacks! in cui interpreta la First lady Marsha Dale, moglie del Presidente (Jack Nicholson), e madre di Taffy Dale (Natalie Portman). Il film, nonostante abbia ricevuto critiche tiepide negli Stati Uniti, è accolto positivamente nel resto del mondo e riesce comunque ad incassare oltre 100 milioni di dollari, coprendo il budget di produzione; col tempo inoltre è stato notevolmente rivalutato ed è oggi considerato un cult movie.

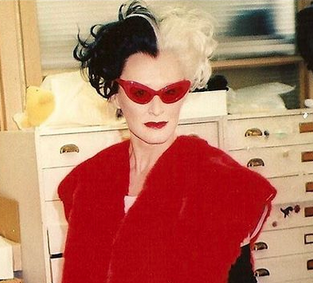
Glenn Close nei panni di Crudelia De Mon sul set di La carica dei 101 - Questa volta la magia è vera nel 1996

Ottiene inoltre notorietà internazionale interpretando Crudelia De Mon in La carica dei 101 - Questa volta la magia è vera; il film regala all'attrice una candidatura al Golden Globe per la sua acclamata interpretazione che ha contribuito a portarle la fama di "cattiva" del cinema, inoltre esso è un successo al box office arrivando ad incassare oltre 320 milioni di dollari e diventando in breve tempo un classico del suo genere oltre che uno dei remake live-action di maggior successo di sempre. Infine nel 1996 recita in Mary Reilly al fianco di Julia Roberts e John Malkovich, accolto negativamente dai critici e dal pubblico con scarsi incassi.
Nel 1997 è con Harrison Ford e Gary Oldman nel film Air Force One che ottiene un enorme successo al botteghino incassando oltre 315 milioni di dollari; recita poi un cameo nel film In & Out. Nel 1998 partecipa alla celebrazione del 50º compleanno del grande compositore inglese Andrew Lloyd Webber tenutosi alla Royal Albert Hall, per questa occasione Glenn Close ha cantato alcuni brani tratti dal musical Sunset Boulevard. Nel 1999 presta la voce a Kala nel film Disney Tarzan dove interpreta anche la canzone You'll Be in My Heart insieme a Phil Collins e recita nella simpatica commedia La fortuna di Cookie, diretta da Robert Altman, al fianco di Julianne Moore, Liv Tyler, Patricia Neal e Chris O'Donnell, il film entrò in concorso per l'Orso d'oro al Festival del Cinema di Berlino.
Anche negli anni novanta Glenn Close è attiva a teatro: è protagonista di due produzioni di Broadway: nel pluripremiato musical Sunset Boulevard di Andrew Lloyd Webber (ruolo che la Close aveva già provato in una produzione californiana) e nello spettacolo La morte e la fanciulla di Ariel Dorfman. Per questi due ruoli vince in entrambe le occasioni l'ambito Tony Award, un Drama Desk Award ed un Outer Critics Circle Award. In particolare il ruolo di Norma Desmond in Sunset Boulevard è considerato unanimemente, da parte di critica e di pubblico, uno dei più iconici impersonati da Glenn Close, tanto da reputarla l'interprete per antonomasia di questo personaggio. Lo spettacolo fu un tale successo che fu replicato per 977 volte e durò sui palcoscenici di New York per due anni e quattro mesi diventando anche il musical con la vendita di biglietti più veloce della storia di Broadway. Vincent Canby, all'epoca il più celebre critico teatrale e cinematografico del New York Times, definì la Close «una tra le più grandi ed eccitanti nuove star del teatro musicale americano degli anni '90».

### Dal 2000 al 2009

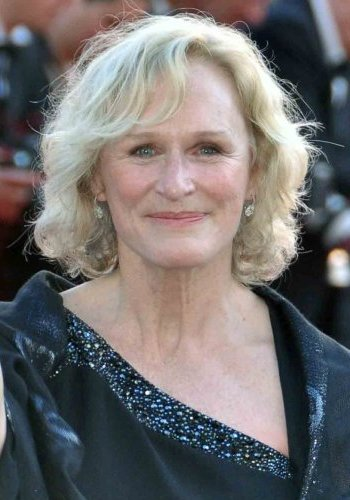
Glenn Close al Festival di Cannes 2010

Nel 2000 è nel cast tutto al femminile nel film Le cose che so di lei diretta da Rodrigo García e reinterpreta la malvagia Crudelia De Mon in La carica dei 102 - Un nuovo colpo di coda ottenendo nuovamente un buon successo al box office con più di 183 milioni di dollari di incassi. Nel 2002 doppia Nicoletta Braschi nel ruolo della Fata Turchina nella versione americana del film Pinocchio di Roberto Benigni. Nel 2004 è nel film La donna perfetta con Nicole Kidman, Bette Midler, Matthew Broderick e Christopher Walken: il film non riceve critiche entusiastiche ma riesce comunque a ottenere buoni risultati al box office coprendo il budget di produzione e incassando più di 100 milioni di dollari.
Nel 2005 è nel film drammatico di Rodrigo García 9 vite da donna, accolto positivamente dai critici e vincitore del Pardo d'Oro al Festival di Locarno, il film fa guadagnare a Glenn Close e alle altre protagoniste il premio per la migliore interpretazione femminile. Recita poi nel film TV The Lion in Winter - Nel regno del crimine per cui vince un Golden Globe. Nel 2007 è nel film Un amore senza tempo: nonostante il cast stellare ricomprenda la Close, Meryl Streep, Claire Danes, Vanessa Redgrave, Toni Collette e Natasha Richardson il film riceve critiche negative.
Ha fatto parte di due pluripremiate serie televisive: nella figura del capitano di polizia Monica Rawling nella serie televisiva The Shield e come personaggio principale nel telefilm Damages. Damages ottiene critiche entusiastiche per tutte le stagioni di cui si compone e si classifica come uno dei telefilm di maggior successo ricevendo candidature ai più importanti premi come Golden Globe, Emmy Awards, Screen Actors Guild Awards, Satellite Awards, Producers Guild of America Awards, Writers Guild of America Awards e Television Critics Association Awards. Interpretare l'avvocato Patty Hewes in Damages regala a Glenn Close un Golden Globe, due Emmy Awards ed un Satellite Award.

### Dal 2010 al 2019
Per la sua interpretazione di una donna che si finge uomo nel film Albert Nobbs (in cui ritrova per la terza volta la regia di Rodrigo García), riceve diversi premi, tra cui spicca quello alla migliore attrice al Festival del Cinema di Tokyo, e candidature tra cui la sua sesta al Premio Oscar, una ai Golden Globe e una agli Screen Actors Guild Awards. La critica ha elogiato in particolar modo l'eccezionale abilità di trasformismo della Close grazie alla quale è stata definita "impeccabile" nel ruolo di maggiordomo. Glenn Close non si è limitata a recitare nel film Albert Nobbs ma ha anche prodotto il film, scritto la sceneggiatura e scritto le parole della canzone tema portante della colonna sonora Lay Your Head Down, con le musiche di Brian Byrne e interpretata dalla cantante irlandese Sinéad O'Connor. La canzone è stata molto apprezzata dai critici: riceve una candidatura al Golden Globe e una agli Houston Film Critics Society Awards e vince ai Satellite Award come miglior canzone originale.

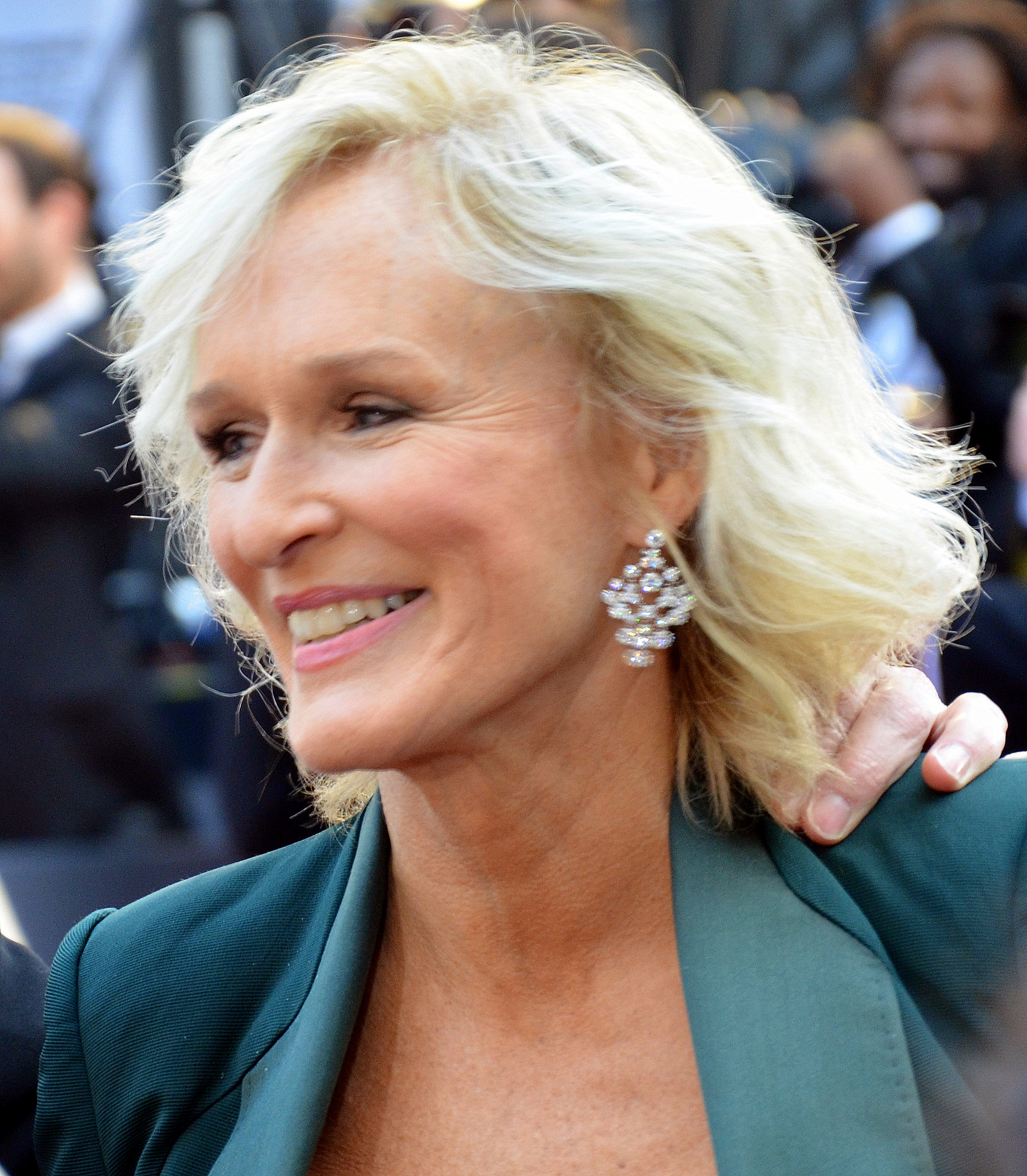
Glenn Close ai Premi Oscar 2012

Nel 2011 le viene conferito il Premio Donostia alla carriera al Festival del Cinema di San Sebastián. Nel 2014 è nel cast del film Guardiani della Galassia, appartenente al Marvel Cinematic Universe, che si rivela un incredibile successo arrivando ad incassare oltre 750 milioni di dollari. Nello stesso anno recita nuovamente a Broadway nel dramma Un equilibrio delicato con John Lithgow, Martha Plimpton, Lindsay Duncan e Bob Balaban. Nell'aprile 2016 debutta nel West End nel ruolo di Norma Desmond in Sunset Boulevard al London Coliseum, un ruolo ricoperto a Broadway oltre vent'anni prima e che nuovamente ha portato alla Close numerosi riconoscimenti tra cui la vittoria di un Evening Standard Theatre Awards per la migliore attrice in un musical e la nomination ai Laurence Olivier Awards nella medesima categoria.
Nel 2017 torna a recitare a Broadway nel musical Sunset Boulevard, con lo stesso cast con cui aveva recitato a Londra nella primavera del 2016, lo spettacolo ha visto tra il pubblico numerosi personaggi famosi tra cui l'ex first lady Hillary Clinton e il regista Steven Spielberg i quali hanno omaggiato il cast e Glenn Close con una visita nel backstage; le recensioni furono molto positive, tanto che il New York Times definì l'interpretazione della Close di Norma Desmond la "performance del secolo". Sempre nel 2017 riceve il Golden Icon Award alla carriera al Festival del Cinema di Zurigo. Nell'ottobre del 2018 torna sulle scene newyorchesi con Mother of the Maid, in cui interpreta la madre di Giovanna d'Arco al Public Theater, per questo ruolo ha ottenuto una candidatura come migliore attrice in una commedia agli Outer Critics Circle Awards.
Nel 2017 recita in Mistero a Crooked House, prima trasposizione cinematografica del romanzo È un problema di Agatha Christie, nel cast sono presenti anche Max Irons, Gillian Anderson, Terence Stamp e Christina Hendricks. Inoltre nel novembre 2016, in Svezia, cominciò le riprese del nuovo film drammatico The Wife - Vivere nell'ombra che la vede come protagonista per la prima volta dopo il successo di Albert Nobbs. La regia è affidata al regista svedese Björn Runge. Il film, presentato al Festival di Toronto del 2017, è stato acquistato dalla Sony Pictures Entertainment ed è stato distribuito nelle sale alla fine del 2018; di esso è stata particolarmente apprezzata l'interpretazione della Close definita da alcuni critici una delle migliori della sua carriera. Per il film Glenn Close vince il Golden Globe per la migliore attrice in un film drammatico, un Critics' Choice Award, un SAG Award e riceve una candidatura all'Oscar e al BAFTA come migliore attrice protagonista.
Nel 2019 viene confermato che Glenn Close sarà la protagonista dell'adattamento cinematografico del musical Sunset Boulevard e che sarà diretto da Rob Ashford; l'attrice ha inoltre preso parte ad una nuova serie in podcast, Anthem, creata da John Cameron Mitchell, che ha combinato insieme forme di spettacolo diverse. Nel 2019 la rivista statunitense TIME inserisce l'attrice nella lista delle 100 personalità più influenti dell'anno.

### Dal 2020 in poi
Ad aprile 2019 venne riportata l'entrata della Close nel cast di Elegia americana, film diretto dal premio Oscar Ron Howard e prodotto da Netflix; il film è stato distribuito nell'autunno del 2020 e ha fatto ottenere a Glenn Close numerosi elogi oltre che il premio alla migliore interpretazione al Festival del Cinema di San Francisco, l'ottava candidatura all'Oscar alla miglior attrice non protagonista. Nel 2021 è co-protagonista del dramma Quattro buone giornate, al fianco di Mila Kunis, dove ha ritrovato per la quarta volta la regia di Rodrigo García, il film era già stato presentato in anteprima al Sundance Film Festival nel gennaio 2020.
Nel febbraio 2021 Close termina le riprese del film fantascientifico Il canto del cigno, diretto dal premio Oscar Benjamin Cleary e che vedrà l'attrice tra i protagonisti, insieme a Mahershala Ali e Awkwafina. A inizio 2022, appare nell'ultimo episodio de La donna nella casa di fronte alla ragazza dalla finestra, serie televisiva thriller originale Netflix.
Nell'estate 2022, Glenn Close viene scelta come presidente della giuria per la 70ª edizione del Festival internazionale del cinema di San Sebastián.

## Vita privata
È stata sposata dal 1965 al 1968 con Jack Roose, poi dal 1969 al 1971 con il cantautore Cabot Wade e dal 1984 al 1987 con l'uomo d'affari James Constantine Marlas.
Ha inoltre avuto una relazione dal 1979 al 1983 con l'attore Len Cariou e dal 1987 al 1991 con il produttore John H. Starke; da quest'ultimo ha avuto una figlia, Annie, nata nel 1988. Dal 1995 al 1999 ha avuto una relazione con il produttore Steve Beers. Dal febbraio 2006 al settembre 2015 Glenn Close è stata sposata con l'uomo d'affari David E. Shaw, con il quale era da molti anni fidanzata, con una cerimonia tenutasi nel Maine.

### Interessi e hobby
Glenn Close ama l'arte, la lettura, viaggiare e praticare sport e ha un interesse particolare per il baseball (è tifosa dei New York Mets). Inoltre l'attrice conserva gli abiti e costumi di scena che ha indossato nei vari film in cui ha recitato. Nel 2017 Glenn Close dona gran parte della sua collezione di abiti di scena alla Facoltà di Arte, Architettura e Design dell'Università dell'Indiana. Uno degli oggetti più iconici conservati dall'attrice è il coltello usato nel film Attrazione fatale. Glenn Close possiede un profilo Instagram apprezzato per i contenuti ironici e parodistici.

## Politica e attivismo
Sostenitrice del Partito Democratico Statunitense e delle iniziative del Presidente Bill Clinton, nel 2008 supporta la campagna di Barack Obama. Divenuta a partire dagli anni '90 un'icona gay grazie al film La carica dei 101- Questa volta la magia è vera, al musical Sunset Boulevard e alla sua apparizione nella sitcom Will & Grace, si dichiara favorevole al matrimonio tra persone dello stesso sesso.
Nel 2020 appoggia l'elezione alla Casa Bianca del democratico Joe Biden contro Donald Trump, per fare questo ha utilizzato sia il suo profilo Instagram che una serie di eventi con lo scopo di raccogliere fondi a sostegno della campagna elettorale.
È la fondatrice e portavoce di BringChange2Mind, un'associazione che si occupa di combattere i pregiudizi e la discriminazione verso coloro che soffrono di malattie mentali e di prestare assistenza a queste persone; ha dato vita a questa iniziativa in quanto ha sperimentato in famiglia cosa significa avere a che fare con tali disturbi. Inoltre, nel 2021, prende parte ad un documentario sul tema della salute mentale, The Me You Can't See, prodotto dal Principe Harry Windsor e Oprah Winfrey, al quale hanno partecipato numerosi altri personaggi famosi come Lady Gaga e DeMar DeRozan, per riportare le proprie esperienze traumatiche ed eliminare lo stigma della vergogna nei riguardi dei disturbi psichici.
Amante degli animali, ha un debole per i cani. Ha anche partecipato ad una pubblica battaglia per salvare i cani randagi di Los Angeles, e ha sfilato con la Lega animalista su Wilshire Boulevard. Nel 2021 l'American Foundation for AIDS Research ha premiato Glenn Close e l'immunologo Anthony Fauci per il loro impegno nella lotta contro l'AIDS

## Cultura di massa

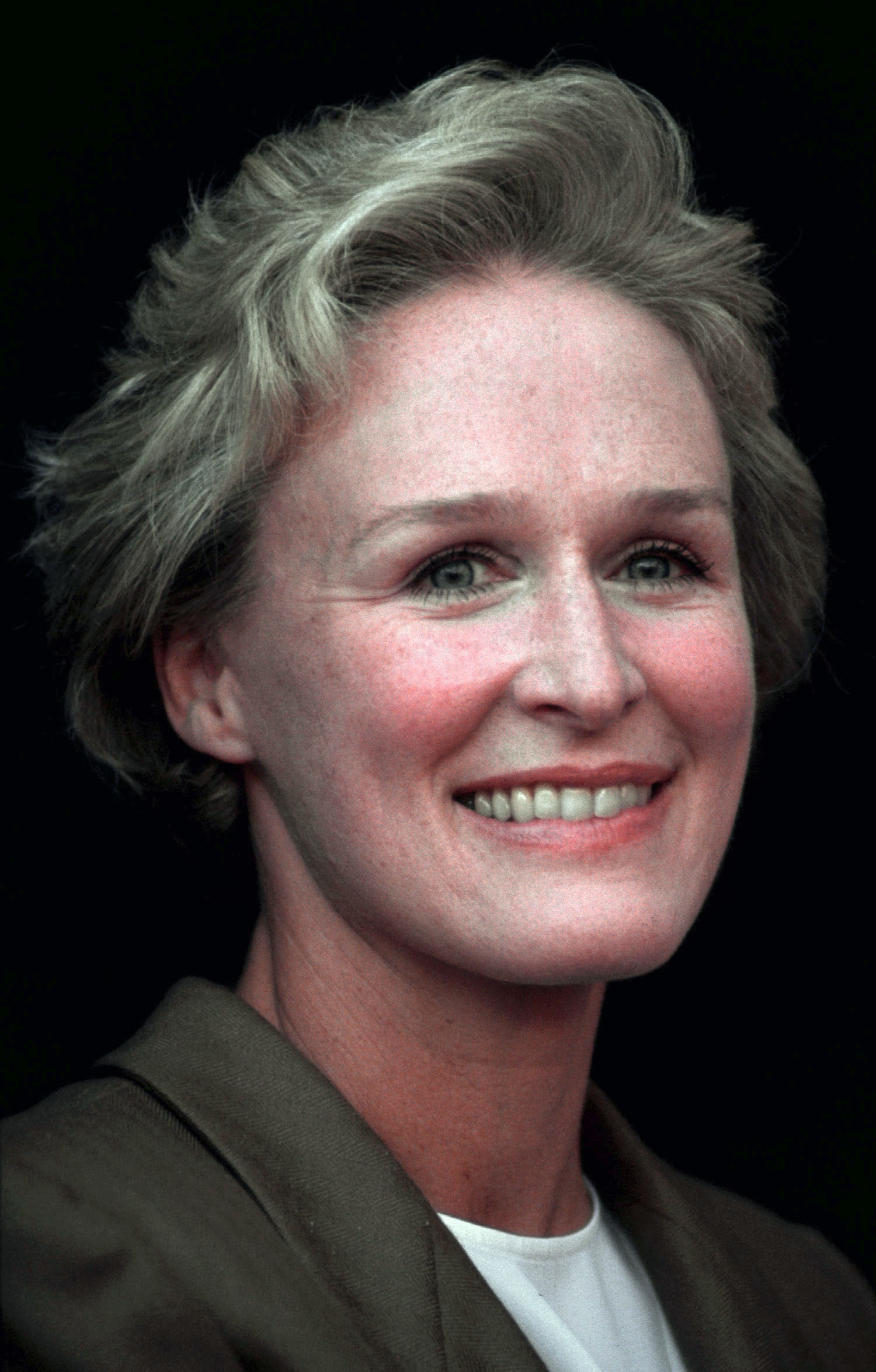
Glenn Close nel 1992

La storica e critica del cinema Cari Beauchamp reputa Glenn Close una delle dieci migliori attrici del secolo Glenn Close ha avuto un grande impatto nella cultura di massa grazie ai ruoli interpretati non solo al cinema ma anche in televisione ed in teatro; sebbene abbia in realtà interpretato un vasto numero di personaggi assai diversi gli uni dagli altri che la rendono una delle attrici più eclettiche del panorama hollywoodiano, la Close è sicuramente nota per i ruoli da villain che le hanno fatto avere l’appellativo di “cattiva” del cinema americano.
Per evitare di essere cristallizzata nei ruoli antagonistici, la Close negli ultimi anni ha rifiutato di interpretare al cinema alcune parti da "cattiva": nella commedia Il diavolo veste Prada il ruolo di Miranda Priestly fu inizialmente pensato proprio per lei. Dopo il suo rifiuto, andò a Meryl Streep. Grazie ai ruoli interpretati, alle capacità recitative e ad un viso dai tratti taglienti e decisi, la Close è stata considerata da molti l'erede di Bette Davis, una delle villain più famose e di maggior talento della Vecchia Hollywood.

## Riconoscimenti
Glenn Close ha ricevuto complessivamente otto candidature al Premio Oscar (quattro come miglior attrice e quattro come miglior attrice non protagonista), tre candidature ai Grammy Award per tre dei quattro album musicali da lei incisi e due candidature ai British Academy Film Awards.

## Doppiatrici italiane
Nelle versioni in italiano delle opere in cui ha recitato, Glenn Close è stata doppiata da:
- Ludovica Modugno ne La carica dei 101 - Questa volta la magia è vera, Mars Attacks!, Air Force One, La luce del crepuscolo, Will & Grace, La fine dell'inverno, La carica dei 102 - Un nuovo colpo di coda, South Pacific, Louie, Albert Nobbs, Low Down, Dalle 5 alle 7 - Due ore per l'amore, Guardiani della Galassia, La ragazza che sapeva troppo, Seven Sisters, 2 gran figli di..., The Wife - Vivere nell'ombra
- Sonia Scotti ne Le relazioni pericolose, Il mistero Von Bulow, Amleto, Tentazione di Venere, La casa degli spiriti, Costretta al silenzio, Le cose che so di lei, La sicurezza degli oggetti, Le Divorce - Americane a Parigi, La donna perfetta, Elegia americana, Quattro buone giornate, Il canto del cigno, Brothers
- Melina Martello ne La fortuna di Cookie, Damages, La grande Gilly Hopkins, Warcraft - L'inizio, La donna nella casa di fronte alla ragazza dalla finestra, The Deliverance - La redenzione, Back in Action
- Angiola Baggi in The Shield, La finestra di Vermeer, Mistero a Crooked House, Teheran, Heart of Stone
- Emanuela Rossi ne Il grande freddo, Il migliore, Legami di famiglia
- Maria Pia Di Meo in Cronisti d'assalto, Mary Reilly, Paradise Road
- Aurora Cancian ne Il mondo secondo Garp, 9 vite da donna
- Serena Verdirosi in Doppio taglio, In & Out
- Roberta Greganti in Una eredità in musica, Matrimonio con l'ex
- Fabrizia Castagnoli in Maxie
- Simona Izzo in Attrazione fatale
- Vittorio Stagni[105] in Hook - Capitan Uncino
- Marina Tagliaferri in Un passo dal cuore
- Cinzia De Carolis in West Wing - Tutti gli uomini del Presidente
- Stefania Giacarelli in The Lion in Winter - Nel regno del crimine
- Silvia Pepitoni in Strip Search
- Anna Rita Pasanisi in Kidnapped - Il rapimento
- Elettra Bisetti in Un amore senza tempo
- Germana Pasquero in Anesthesia

Da doppiatrice è sostituita da:
- Sonia Scotti ne I Simpson (ep. 15x02, 19x19), Tarzan (dialoghi), Tarzan 2
- Ludovica Modugno ne I Simpson (ep. 7x08, 23x16, 25x22), I Griffin
- Emanuela Rossi in Greystoke - La leggenda di Tarzan, il signore delle scimmie
- Mirta Pepe ne I Simpson (ep. 29x18, 31x09)
- Anna Rita Pasanisi in The Lady with the Torch
- Marisa Luca in Tarzan (canto)
- Isa Bellini in Cappuccetto Rosso e gli insoliti sospetti
- Laura Lenghi in 3 in mezzo a noi - I racconti di Arcadia

## Discografia
- The Real Thing (1985), con la partecipazione di Jeremy Irons
- The Emperor and the Nightingale (1988), musiche di Tim Story e voce narrante di Glenn Close
- La leggenda di Sleepy Hollow (The Legend of Sleepy Hollow) (1989), musiche di Tim Story e voce narrante di Glenn Close
- Sunset Boulevard (1994 Los Angeles Cast) [Deluxe Edition]: prima incisione statunitense integrale con Glenn Close, Allan Campbell, George Hearn e Judy Kuhn.
- Highlights from Sunset Boulevard: brani migliori del musical cantata da Glenn Close, Allan Campbell, George Hearn e Judy Kuhn.
- Repeat the Sounding (Album natalizio, 1995), collaborazione con Plácido Domingo e l'Orchestra Sinfonica di Londra